# Зірочник блідий
Зірочник блідий (Stellaria pallida (Dumort.) Crép.), мокриця бліда (як Alsine pallida), syn. Stellaria apetala Ucria) — вид квіткових рослин родини гвоздичні (Caryophyllaceae). Етимологія: лат. pallida — «блідий»..

## Морфологічна характеристика
Однорічна розгалужена трав'яниста жовто-зелена рослина висотою 8–20 см. Кругле стебло має волоски — один ряд волосків між кожною парою вузлів. Яйцеподібні, загострені листки довжиною 7(15) мм. Зелені квіти 2–3 мм в діаметрі, присутні з березня по травень й ніколи не розкриваються. Пелюстки маленькі або взагалі відсутні. Чашолистки завдовжки 2–3,5 мм. Плід — блідо-солом'яного кольору, яйцеподібна коробочка, 2–4(5) мм, трохи довша за чашолистки, верхівка тупа. Світло-коричневе насіння довжиною 0,6–0,8 мм. 2n = 22.

## Поширення
Батьківщина. Північна Африка, Західна Азія, західна частина Європи, від Іспанії, Ірландії та Швеції до України й Греції. Вид інтродукований від Онтаріо, Канада до Мексики і на всій території Сполучених Штатів. Населяє прибережні піщані дюни, інші виходи піску, сухі, помірно родючі орні землі, серед заростей і на узбіччях. У Європі часто зростає в тіні сосни звичайної в лісистій місцевості на легких льодовикових пісках.
В Україні вид росте на схилах, бур'ян — на півдні Степу (ок. Херсона, Миколаєва), на ПБК, рідко.

## Галерея

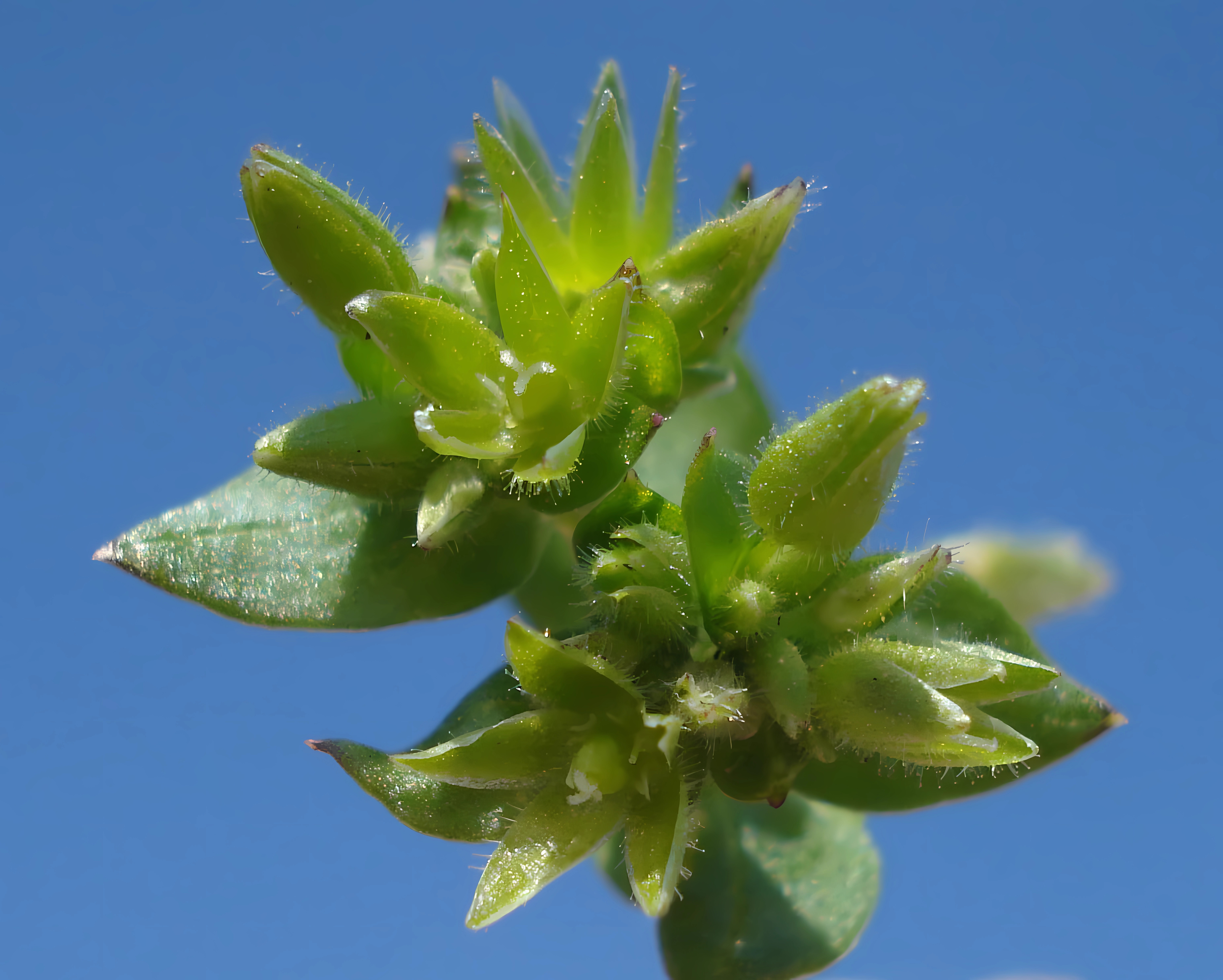
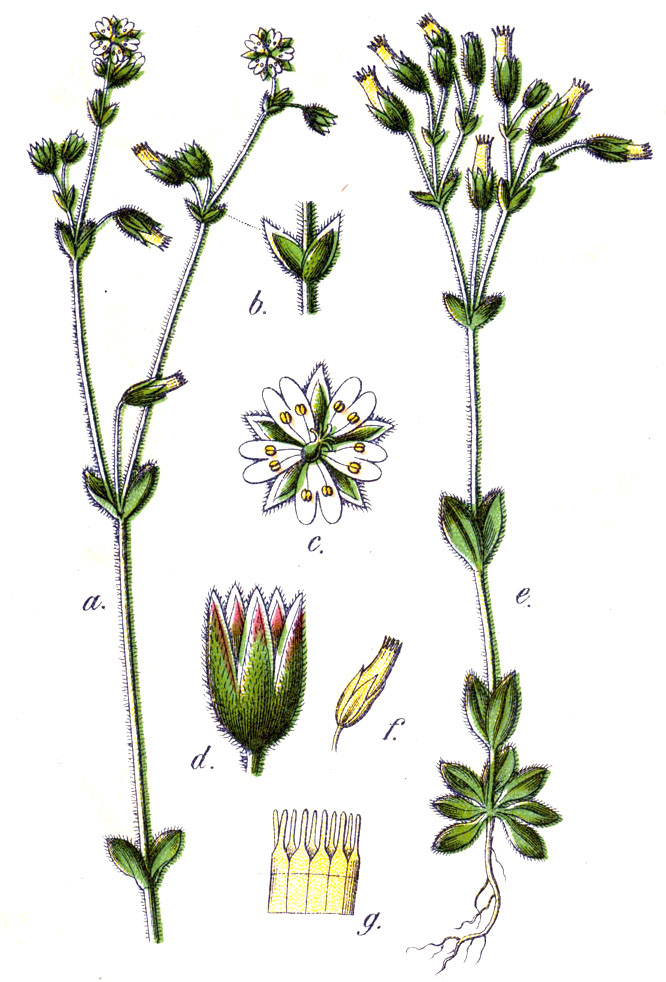